# Nusalala colombiensis
Nusalala colombiensis är en insektsart som först beskrevs av Banks 1910.  Nusalala colombiensis ingår i släktet Nusalala och familjen florsländor. Inga underarter finns listade i Catalogue of Life.